# Condado de Oliver
O Condado de Oliver é um dos 53 condados do Estado americano da Dakota do Norte. A sede do condado é Center, e sua maior cidade é Center. O condado possui uma área de 1 894 km² (dos quais 20 km² estão cobertos por água), uma população de 2 065 habitantes, e uma densidade populacional de 1 hab/km² (segundo o censo nacional de 2000).